# Eskebæk (Sydslesvig)
Eskebæk (dansk) eller Esbek, Rumbrandenau (tysk) er et vandløb i Treja Sogn på gesten i det centrale Sydslesvig i det nordlige Tyskland, delstat Slesvig-Holsten. Vandløbet fungerer som grænsebæk mellem Treja og Sølvested. Bækken udspringer nord for for skoven Rumbrand, løber vest om Sølvested og munder ud i Trenen ved Holm.
Bækken er nævnt første gang 1526. Forleddet er subst. glda. æski i betydning eske, bevoksning af ask, også kaldet Rumbrandenau (Rumbrandå) efter skoven Rumbrand 